# La Maison du docteur
La Maison du docteur és una òpera en un acte de Georges Bizet sobre un llibret francès de Henry Boitteaux. Alguns estudiosos afirmen que l'òpera es componia el 1852 mentre altres creuen que segurament es va escriure el 1855. En qualsevol cas és la primera òpera de Bizet tot i que no s'ha estrenat mai i només sobreviu en partitures per a piano.